# Iglesia de San Roque (Córdoba)
En el casco histórico de la ciudad de Córdoba (Argentina) se encuentra la Iglesia de San Roque que data del año 1761.
Luego de la finalización de su construcción, se la consagra a San Roque en el año 1765 y actualmente forma parte del circuito religioso de las iglesias históricas de la ciudad. Su fachada con una torre, se levanta frente a una plazoleta y comparte la manzana con el segundo hospital construido en la ciudad el Hospital de la Asunción y San Roque. Ambos edificios fueron construidos gracias al aporte del Obispo Diego Salguero y Cabrera, entre otros generosos donantes durante el período colonial hispánico.
La Iglesia presenta un estilo clásico y ocupa el lugar donde se ubicaba la antigua ermita de San Roque. Su construcción se inició hacia 1760 y concluyó en 1761. Fue consagrada en 1765.

## Características arquitectónicas
En la Iglesia pueden reconocerse sobrios rasgos que acusan reminiscencias clásicas de estilo toscano. Posee un claustro lateral hacia el centro de manzana, en el que residían las monjas del Huerto, que se ocupaban de la atención a los enfermos. En el último cuerpo de la torre y el de la espadaña se aprecia una cornisa denticular. Los macizos contrafuertes de piedra, que permiten soportar el peso de las bóvedas, se destacan en su arquitectura y en el paisaje urbano cordobés. Además le confieren a su volumetría una imagen particular, que no se explica en este caso por diferencia de nivel de terreno sino que remiten a correcciones en el diseño original. En el interior se destacan el valioso púlpito  con reminiscencias aborígenes, tallado en madera con motivos fitomorfos dorados sobre fondo rojo, el sagrario de plata labrada y algunas imágenes, como el Cristo crucificado de la sacristía.

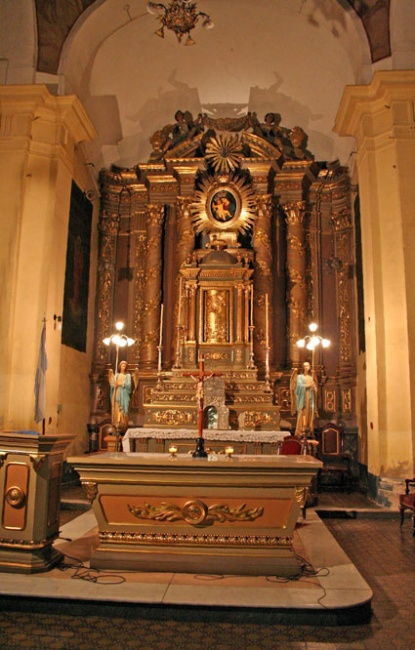
Altar principal

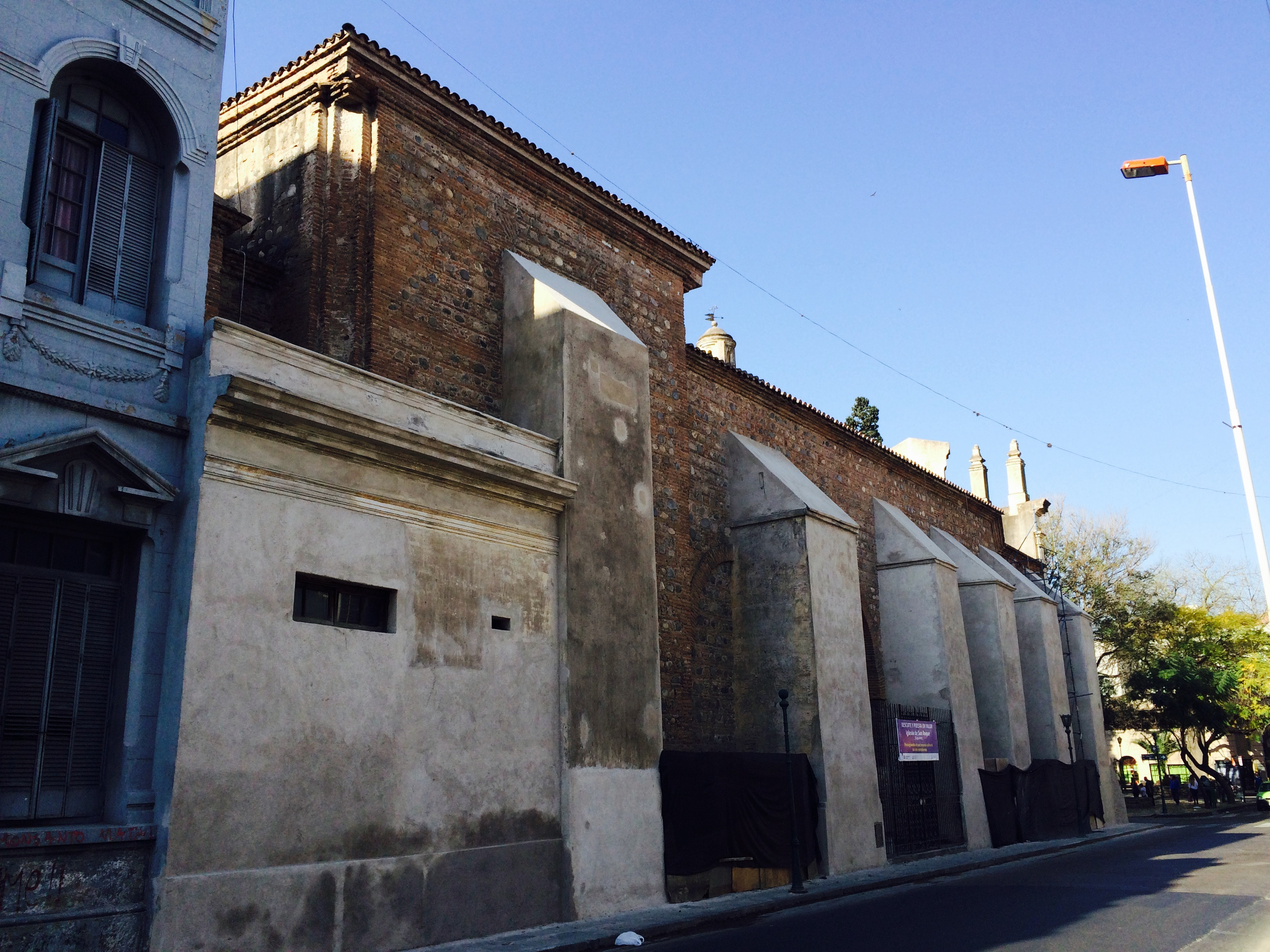
Iglesia san roque 6

## El viejo Hospital San Roque
En 1762, en la ciudad de Córdoba junto a la Iglesia San Roque, fundada tres años antes, los padres  Bethlemitas  sin  remuneración alguna habían comenzado la asistencia a pacientes pobres con la única consigna del amor al prójimo. Dicha orden religiosa prestaba el mismo servicio en diversas partes deAmérica Latina. Fue decisión del obispo Diego de Salguero y Cabrera  fundar en dicho lugar un nuevo hospital en su ciudad natal. El 5 de octubre de 1763 hace un legado donde se manifiesta su voluntad de erigir un hospital para atender a los pobres. Donó para tal efecto sus bienes tras su muerte el 2 de diciembre de 1769. Se constituyó  así  la Fundación San Roque que hasta la actualidad administra su herencia con la única finalidad de apoyar el funcionamiento del hospital. El 20 de octubre de 1800, en el lugar elegido por su mentor, abre sus puertas el Hospital San Roque  de Córdoba siendo su primer director Fray José de la Asunción  quien fue considerado como el fundador de la institución. 

En  1877 las Cámaras de Diputados y Senadores de la Provincia de Córdoba aprobaron el proyecto por el cual se ofrecía a las autoridades nacionales la posibilidad de utilizar el Hospital como Hospital Escuela de la futura Facultad de Medicina de la Universidad Nacional de Córdoba. Lo cual posibilitó la sanción de la ley del Poder Ejecutivo de la Nación creando dicha Facultad el 10 de octubre de 1878, la que funcionó en el Hospital San Roque hasta 1913, año de la inauguración del Hospital Nacional de Clínicas en la ciudad de Córdoba.
A principios de siglo veinte, 1917,  su sede se amplía con la edificación de los pabellones policial y de maternidad, tres años más tarde se construye la morgue judicial y en la década de 1930 se erigen el pabellón central, de consultorios externos  y la administración.  El 1 de enero de 1950,  el Hospital pasa a la administración  del Gobierno de la Provincia de Córdoba.  Con posterioridad, en 1957, se completó la construcción con el Pabellón de Radiología. En el año 2000 se completó el traslado de la institución a su nueva sede, abandonando el solar histórico. Desde fines del siglo XIX el Hospital San Roque tuvo un marcado perfil científico y docente.

## Restauración

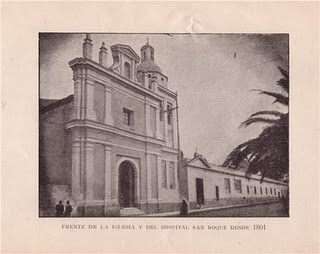
Foto antigua de la Iglesia y parte del Hospital San Roque

Si bien el conjunto edilicio fue declarado Monumento Histórico Nacional por el gobierno argentino el 28 de octubre de 1941 mediante el Decreto N° 104179; la edificación histórica, que incluye a la Iglesia de San Roque y parte del antiguo Hospital, presenta serios daños en su estructura. En julio de 2007, el vocal de la Comisión Nacional de Museos, Monumentos y Lugares Históricos de Argentina, inspeccionó la Iglesia junto con autoridades provinciales y de la Fundación San Roque. Según el informe de prensa, todos coincidieron respecto de la urgencia de poner en valor al templo, frente a la situación de extremo deterioro que evidenciaba la existencia de rajaduras, humedad, pintura sobre paredes y columnas que originalmente tenían decoraciones, pisos superpuestos y falta de mantenimiento en general. En 2013 se presentó en el Senado de la Nación Argentina un pedido de informes sobre las medidas tomadas para la preservación de esta importante pieza del patrimonio histórico.
En 2015 se iniciaron los trabajos de restauración estructural del templo con fondos provistos por el gobierno de la provincia de Córdoba. La puesta en valor de la iglesia demandará, en una primera etapa, alrededor de 6 meses.
Cabe aclarar que las tareas en el interior del templo y sacristía, la restauración de pintura artística sobre mampuestos, altares y retablos, no podrán ejecutarse hasta tanto la Comisión Nacional de Monumentos Históricos no dé su aprobación y los muros saturados de humedad, no bajen su tenor hídrico a niveles razonables para ejecutar dichas tareas, motivo por el cual estas acciones no han sido contempladas en esta primera etapa.

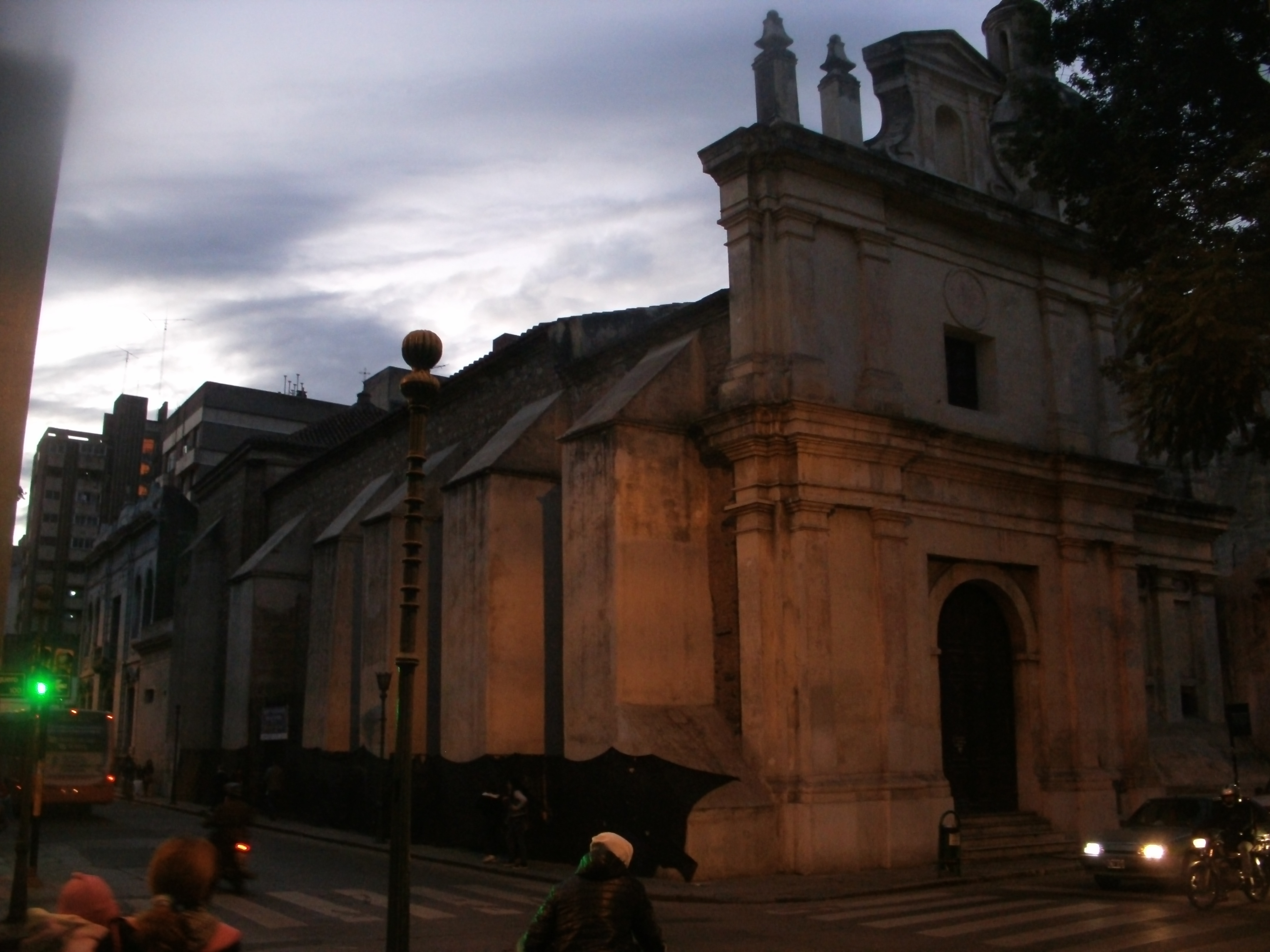
Vista de la iglesia